# Туїмський провал
54°19′24″ пн. ш. 89°54′25″ сх. д. / 54.32343889° пн. ш. 89.906913° сх. д.
Туїмський провал — техногенний провал на місці закритого в 1974 році підземного рудника, на південно-західній околиці селища Туїм, Ширинського району (Хакасія).

## Історія
На південно-західній околиці селища Туїм спочатку добувалися вольфрамові руди (Кіялих-Узеньське родовище), пізніше були виявлені мідно-молібденові руди. Родовище відпрацьовувалося підземним способом. Через виконання вибухових робіт склепіння рудника постійно просідало а пізніше, після закриття шахти, обвалилося, утворивши техногенну депресію. Руду з шахти вивозили вагонетками назовні, а потім відправляли на збагачувальну фабрику, розташовану на околиці селища Туїм. Тут добували вольфрам, мідь, молібден. Біля підніжжя сопки розташовані залишки концтабору ГУЛАГ «Туїмського гірничопромислового управління і ВТТ Єнісейбуду». Звідти руду перевозили на фабрику в селищі Туїм.

## Утворення провалу
Після консервації рудника на вершині гори в результаті обвалу підземних гірничих виробок утворилася западина діаметром 6 м, яка постійно розширювалася. На дні утворилося озеро з водою, яка була забарвлена в яскраво-блакитний колір (раніше вважалося, що такий колір озеро має через високий вміст в ньому солей міді, що не підтвердили лабораторні дослідження). Діаметр провалу вже сягає 200 м. Стіни провалу абсолютно прямовисні. У них подекуди видно гірничі виробки: штреки, орти і ін. заввишки близько 2 м, з яких стирчать рейки для вагонеток. Стіни провалу ненадійні і часто обсипаються. Від вершини гори до рівня води 127 м. Глибина водойми, що утворився на дні провалу, близько 200 м.
Провал обладнаний оглядовим майданчиком і частково огороджений по периметру. Туїмський провал відвідується туристами і любителями екстремального спорту: бейсджампінгу, банджі-джампінгу, дайвінгу, роуп-джампінгу. За вхід стягуються плата. Також за окрему плату можна потрапити на дно провалу — або спуститися з вершини по спеціально обладнаний сходах, або пройти по тунелю, що використовувався під час роботи рудника для проїзду вагонеток. Тунель частково підтоплюється, тому для проходу по ньому видають болотні чоботи.
В 1996 році Юрій Сенкевич зняв про Провал сюжет для популярної телепрограми «Клуб мандрівників», а пізніше це місце стало тлом для зйомок епізоду телегри «Фактор страху».
Туїмський провал є місцем зібрань любителів екстремального відпочинку. Тому тут нерідко трапляються події, зокрема і трагічні. Так, 12 липня 2019 року під час занурення в озеро провалу загинув керівник клубу аквалангістів «Наяда» ТУСУРа з міста Томськ Михайло Журавльов.

## Галерея
|  |  |  |  |  |